# ساکی (میمون)
ساکی (میمون) (نام علمی: Pithecia) نام یک سرده از تیره لخت‌صورتان است.